# Ara (oiseau)
Pour les articles homonymes, voir Ara.
Taxons concernés
- Les espèces dans les genres :
  - Ara
  - Anodorhynchus
  - Propyrrhura
- et les espèces :
  - Cyanopsitta spixii (Ara de Spix)
  - Orthopsittaca manilata (Ara macavouanne)
  - Diopsittaca nobilis (Ara noble)modifier

Ara est un nom vernaculaire donné à des oiseaux parmi les plus grands de la sous-famille des Psittacinae. Ces perroquets portent un plumage vivement coloré, généralement à dominante rouge ou verte, une longue queue et un bec puissant. Ils vivent en Amérique tropicale. Recherchés pour leurs couleurs chatoyantes et pour leur aptitude à « parler » comme beaucoup d'autres Psittacinae, les aras sont menacés d'extinction à l'état sauvage. Parmi les plus célèbres, l'Ara de Spix a même disparu à l'état sauvage, et les seuls spécimens encore vivants à l'heure actuelle se trouvent en captivité. Dans la nature, les aras se nourrissent en bandes.

## Taxonomie
Sous l'appellation française Ara sont regroupés six genres voisins de perroquets néo-tropicaux :
- Ara, créé par Lacépède, comporte des espèces de perroquets de taille comprise entre 30 et 90 cm[2] :
  - Ara bleu ou Ara ararauna ou Ara bleu et jaune – Ara ararauna (Linnaeus, 1758)
  - Ara à gorge bleue ou Ara canindé – Ara glaucogularis Dabbene, 1921[3]
  - Ara militaire – Ara militaris (Linnaeus, 1758)
  - Ara de Buffon – Ara ambigua (Bechstein, 1811)
  - Ara rouge ou Ara macao – Ara macao (Linnaeus, 1758)
  - Ara chloroptère ou Ara à ailes vertes – Ara chloroptera Gray, 1859
  - Ara à front rouge ou Ara de Lafresnaye – Ara rubrogenys Lafresnaye, 1847
  - Ara sévère ou Ara vert – Ara severa (Linnaeus, 1758)
  - Ara de Cuba – Ara cubensis † – ?
  - Ara de Jamaïque – Ara erythrocephala † – ?
  - Ara d'Hispaniola – Ara tricolor † – ?
- Anodorhynchus, genre comportant trois espèces au plumage bleu : 
  - Ara hyacinthe – Anodorhynchus hyacinthinus Anodorynchus hyacinthinus ⇒ Anodorynchus hyacinthinus (Latham)
  - Ara de Lear ou Ara cobalt – Anodorhynchus leari (Bonaparte)
  - Ara glauque – Anodorhynchus glaucus (Vieillot)
- Propyrrhura :
  - Ara de Coulon – Propyrrhura couloni (Sclater, 1876)
  - Ara de Illiger – Propyrrhura maracana (Vieillot, 1816)
  - Ara à collier jaune – Propyrrhura auricollis (Cassin, 1853)
- Cyanopsitta :
  - Ara de Spix – Cyanopsitta spixii, éteint dans la nature.
- Diopsittaca :
  - Ara noble – Diopsittaca nobilis (Linnaeus, 1758)
- Orthopsittaca :
  - Ara macavouanne – Orthopsittaca manilata (Boddaert, 1783)

## Répartition géographique

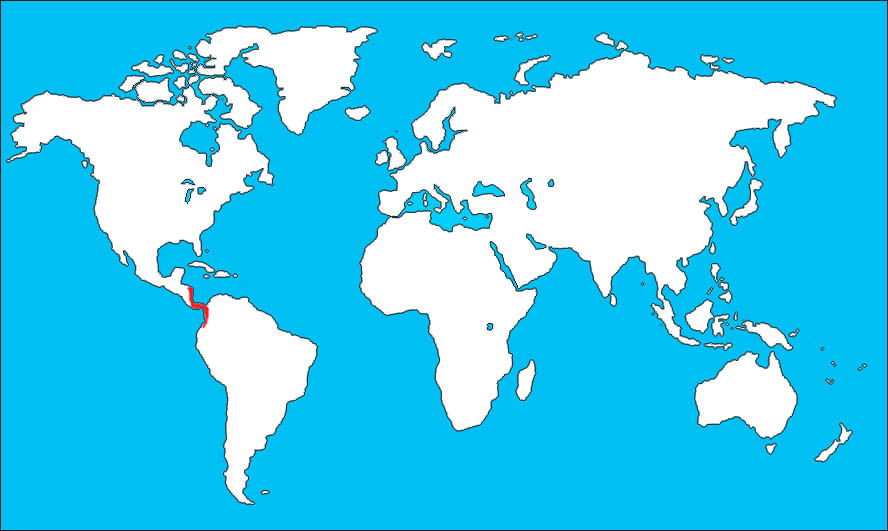
Ara ambigua.
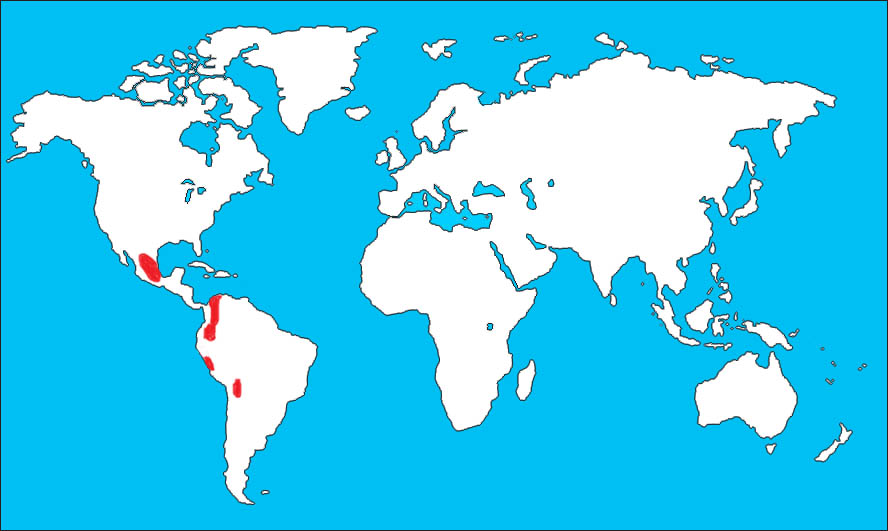
Ara militaris.
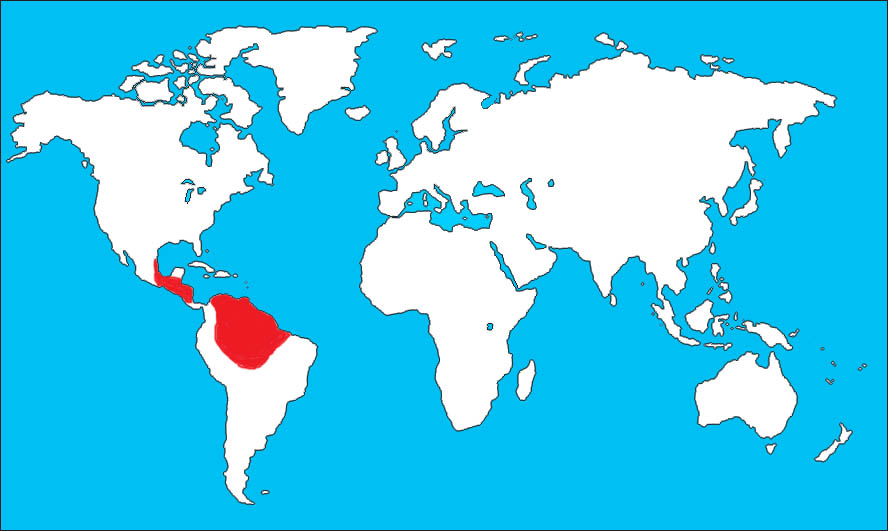
Ara macao.
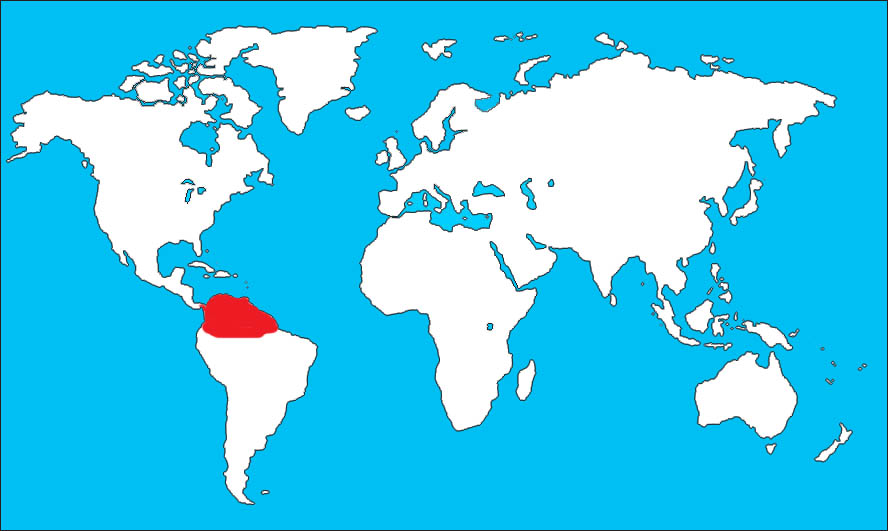
Ara severa.

#### Bases de données et dictionnaires
- Notices dans des dictionnaires ou encyclopédies généralistes :   - Britannica
  - Gran Enciclopèdia Catalana
  - Store norske leksikon
  - Universalis